# Nová Hospoda (Nevřeň)
Nová Hospoda je malá osada v okrese Plzeň-sever, tvoří ji jen několik domů a patří pod obec Nevřeň. Nachází se asi 13 km severozápadně od Plzně na severní straně silnice první třídy č. I/20. V osadě začíná komunikace II/205, která dále pokračuje na Manětín a Žlutice. Na protější straně silnice končí komunikace II/180, která vede od Města Touškova. O této osadě se zmiňuje již slovník Království českého z roku 1895.

## Okolí
Necelý kilometr severovýchodně se nachází obec Nevřeň, jejíž součástí Nová Hospoda je. Jižně leží vesnice Čemíny, severně Nekmíř, severozápadně Všeruby a jihovýchodně Příšov a Chotíkov.